# Улан князя Юзефа
Улан князя Юзефа, другое название Девушка и улан (пол. Ułan Księcia Józefa) — польский черно-белый фильм, историческая мелодрама 1937 года.

## Сюжет
1809 год. Напоминающий водевиль, сюжет фильма повествует о нежелании проштрафившегося поручика сообщить князю Юзефу Понятовскому, предводителю польских легионов наполеоновской армии, причину своего отсутствия в расположении части в военное время. Причиной стала прекрасная девушка, честное имя которой главный герой фильма даже перед лицом военного трибунала отказывается назвать...

## В ролях
- Франтишек Бродневич — Юзеф Понятовский.
- Ядвига Смосарская — Кася.
- Витольд Конти — поручник Анджей Задора.
- Станислав Селяньский — Коперек, ординарец.
- Юзеф Орвид — Комар, старая служака.
- Северина Бронишувна — жена Комара, бывшая маркитантка.
- Станислав Гролицкий — полковник.
- Антони Фертнер — французский генерал.
- Ванда Яршевская — жена старосты.
- Ханна Бжезиньская — певица.
- Михал Халич — австрийский шпион.
- Ян Цецерский — крестьянин.